# Woods of Ypres
Woods of Ypres byla kanadská black a doom metalová skupina. Vznikla v roce 2002 v Windsoru. Původně se skládala ze tří členů, Davida Golda, Aarona Palmera a Briana McManusa. Tato sestava však dlouho nevydržela a ve skupině se prostřídalo přes patnáct dalších hudebníků. Jediným stálým členem zůstal multiinstrumentalista David Gold. Skupina ukončila svou činnost poté, co Gold v prosinci 2011 zemřel.

## Členové
Poslední sestava
- David Gold – zpěv, kytara, baskytara, bicí (2002–2011)
- Joel Violette – kytara (2010–2011)
- Brendan Hayter – baskytara (2011)
- Rae Amitay – bicí (2011)

Dřívější členové
- Brian McManus – kytara, zpěv (2002–2003)
- Aaron Palmer – baskytara, zpěv (2002–2003)
- Colin Wysman – kytara (2002)
- Robin Cross – zpěv (2003)
- Dustin Black – kytara (2003)
- Steve Jones – kytara (2003–2004)
- Connor Sharpe – baskytara (2003–2004)
- Jessica Rose – klávesy (2003–2008)
- Dan Hulse – baskytara, zpěv (2005–2007)
- Chris Mezzabotta – bicí (2005–2007)
- Shawn Stoneman – kytara (2007)
- Evan Madden – bicí (2008–2011)
- Lee Maines – kytara (2008)
- Brian Holmes – klávesy (2008)
- Steve Furgiuele – baskytara (2008–2009)
- Bryan Belleau – kytara (2008–2010)
- Shane Madden – baskytara (2009–2011)

## Diskografie
Studiová alba
- Pursuit of the Sun & Allure of the Earth (2004)
- Woods III: The Deepest Roots and Darkest Blues (2008)
- Woods IV: The Green Album (2009)
- Woods 5: Grey Skies & Electric Light (2012)

EP
- Against the Seasons: Cold Winter Songs from the Dead Summer Heat (2002)